# Tom Peters
Thomas J. „Tom” Peters (ur. 7 listopada 1942 w Baltimore) – amerykański pisarz, praktyk, autor bestsellerów z zarządzania.

## Życiorys
Ukończył studia magisterskie na wydziale budownictwa Uniwersytetu Cornell, a następnie program MBA i studia doktoranckie w Stanford. 
Służył w marynarce wojennej Stanów Zjednoczonych i był doradcą w Białym Domu. W latach 1974–1981 był konsultantem w McKinsey & Company, a w roku 1979 został partnerem oraz współzałożycielem organizacji Effectiveness practice.
Otrzymał doktoraty honoris causa wielu instytucji naukowych m.in. od Uniwersytetu San Francisco i Państwowej Uczelni Wyższej Zarządzania w Moskwie. 

## Książki
Wraz z Robertem Watermanem napisał książkę In Search of Excellence (1982), która stała się jedną z najpopularniejszych książek o tematyce biznesowej. Cztery lata po jej publikacji sprzedano ponad 3 miliony egzemplarzy. W książce autorzy wprowadzili pojęcie doskonałości jako takiej, jako stanu umysłu oraz codziennych praktyk zwykle nie utożsamianych z przedsiębiorczością. W opinii autorów, konsekwentne dążenie do doskonałości na każdym szczeblu organizacji i we wszystkich branżach, stanowi podstawę dla silnej przewagi konkurencyjnej, a doskonałość staje się ideą uniwersalną, która przekłada się na wszystko i przenika wszelkie granice.
Tom Peters napisał też kilkanaście innych książek, które stały się bestsellerami na arenie międzynarodowej. Wśród nich znalazły się: "A Passion for Excellence" (z Nancy Austin); "Thriving on Chaos; Liberation Management" (uznana za “Podręcznik Zarządzania Dekady” w latach 90.) oraz "Re-imagine! Business Excellence in a Disruptive Age". Równolegle opublikowano także kilka biografii Toma Petersa, w tym "Corporate Man to Corporate Skunk: The Tom Peters Phenomenon" oraz "Tom Peters: The Bestselling Prophet of the Management Revolution" (w ramach serii czterech biografii ludzi biznesu – bohaterami cyklu byli Tom Peters, Bill Gates, Peter Drucker i Warren Buffett).
Wydana przez Bloomsbury Press książka "Movers and Shakers: The 100 Most Influential Figures in Modern Business", przedstawia historię myślicieli i poszukiwaczy nowych dróg w teorii i praktyce zarządzania, od Machiavellego i J. P. Morgana po Toma Petersa i Jacka Welcha.

## Opinie
Jest uznawany za jednego pierwszych guru zarządzania. Magazyn Fortune nazwał Toma Petersa „Ur-guru” zarządzania i porównał go do Ralpha Waldo Emersona, Henry’ego Davida Thoreau, Walta Whitmana i H.L. Menckena.
The Economist nadał mu etykietkę „Uberguru” – a Business Week, rozwodząc się nad jego „niekonwencjonalnymi poglądami”, nazwał go „najlepszym przyjacielem i największą zmorą biznesu”.
Guru zarządzania Warren Bennis powiedział dziennikarzowi: Jeśli uznamy, że Peter Drucker wynalazł nowoczesne zarządzanie, Tom Peters przerobił je z czarno-białego na kolorowe.